# Анениј Ној
Анениј Ној је град у централно-источном делу Молдавије и седиште Новоаненијског рејона. Удаљен је 36 km од главног града, Кишињева. У граду се налазе два ресторана и неколико фабрика. Превоз је доступан на свако пола сата из Кишињева до Анениј Ноја.

## Становништво
Према попису становништва из 2004. године град је имао 11,463 становника укључујући 6,324 Молдаваца, 2,721 Украјинаца, 1,923 Руса, 178 Бугара, 68 Гагауза, 46 Рома, 11 Пољака, 7 Јевреја и 185 других и неизјашњених.

## Међународни односи
Анениј Ној је побратимљен са:
- Бабрујск, Белорусија
- Коростењ, Украјина

## Галерија
- Окружно веће
- Градска кућа
- Споменик Стефану Великом